# DC vs. Marvel
DC vs. Marvel är en serie i fyra delar, utgiven av Marvel och DC Comics 1996. Även utgiven som ett album med alla delarna tillsammans.
Serien är ritad av Dan Jurgens och Claudio Castellini och skriven av Ron Marz och Peter David.

## Story
Marvel och DC Comics, personifierade till två bröder, blir medvetna om varandras existens. Sedan utmanar de varandra, och de två universumen börjar kämpa i en rad olika dueller, det förlorande universumet kommer att upphöra att existera.
11 strider tar sin början. I fem av dem fick fans rösta på vem de tyckte skulle vinna. Sedan skapar bröderna ett alternativt universum Amalgam-universumet, där alternativa superhjältar skapas, såsom Dark Claw som är en fusion av Wolverine och Batman. Till slut lyckas dock de båda universumen delas upp igen och återgå till det normala.

## Strider
Strider som utkämpas:
Vinnaren är skriven med fet stil
- Aquaman vs. Namor
- Elektra vs. Catwoman
- Flash vs. Quicksilver
- Robin vs. Jubilee
- Silver Surfer vs. Green Lantern
- Thor vs. Captain Marvel
- Shadowcat vs. Starfire

Striderna som fansen röstade fram vinnarna i:
- Batman vs. Captain America
- Spider-Man vs. Superboy
- Storm vs. Wonder Woman
- Wolverine vs. Lobo
- Superman vs. Hulk

## Övrigt
- I en omröstning fick Marvel fler röster än DC, men man ville inte låta något universum verka bättre än det andra, därför får man aldrig se att det ena universumet vinna över det andra.